# Hwagwan

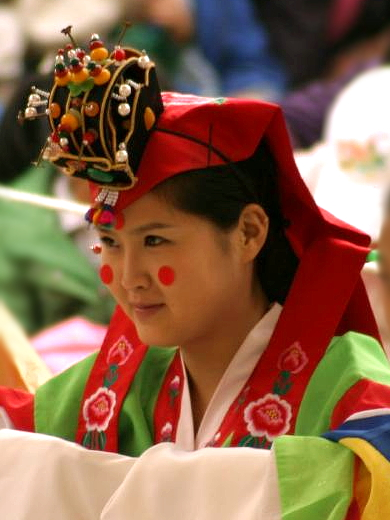
Hwagwan usado por una novia

Hwagwan es un tipo de corona coreana usada por las mujeres, tradicionalmente para ocasiones ceremoniales tales como bodas. Es similar a la jokduri en forma y función, pero el hwagan es más elaborado.